# 巴索韋
50°23′43″N 35°53′32″E / 50.39528°N 35.89222°E
巴索韋（烏克蘭語：Басове）是位於烏克蘭東部的村莊，由哈爾科夫州博霍杜希夫區的佐洛奇夫市鎮負責管轄。該村始建於1760年，面積1.07平方公里，海拔高度175米，2001年人口211，人口密度每平方公里197人。